# Yazoo (együttes)
A Yazoo egy népszerű szintipop-duó volt, amelyet Vince Clarke és Alison Moyet alkotott. Az USA-ban Yaz-nak hívták őket, hogy ne keverjék össze a zenekart az emberek a Yazoo Records nevű lemezkiadó céggel. 1981-ben alakultak meg az essexi Basildonban. A Don't Go című számuk megtalálható a 2006-os Grand Theft Auto: Vice City Stories játékban is. Ismert dalnak számít még a Situation is. Az együttes 1981-től 1983-ig tevékenykedett, ez az időtartam alatt két stúdióalbumot jelentettek meg. 2008-ban és 2011-ben is összeálltak egy kis időre. A Yazoo azért oszlott fel, mert a két tag nem nagyon kommunikált egymással. Clarke aztán megalapította az Erasure nevű, szintén szintipop zenekart, Moyet pedig szólókarrierbe kezdett.

## Diszkográfia
- Upstairs at Eric's (1982)
- You and Me Both (1983)